# Сытник, Александр Сергеевич
Алекса́ндр Серге́евич Сы́тник (укр. Олександр Сергійович Ситнік; род. 7 июля 1984, Новомосковск, Днепропетровская область) — украинский футболист, нападающий.

## Биография
Александр Сытник родился в Новомосковске в 1984 году, где с юности занимался футболом в местной ДЮФШ. В 13-летнем возрасте в матче против молодёжной команды донецкого «Шахтёра» он обратил на себя внимание забив соперникам 2 гола. Так в 1997 году Александр перешёл в футбольную школу донецкого «Шахтёра», пройдя все этапы, вплоть до «Шахтёра-2».
В 2004 году перешёл в команду новичка Первой лиги «Сталь» (Днепродзержинск), где сразу же стал игроком основы. Первые годы занимал позицию правого защитника. Но из-за недостатка нападающих в 2006 году занял позицию форварда. Забив в сезоне 2006/07 14 голов, обратил на себя внимание селекционеров донецккого «Металлурга», куда и перешёл в 2007 году.
В Высшей лиге дебютировал 25 июля 2007 года в матче против «Черноморца». Первый круг сезона 2007/08 провёл игроком основы, но после прихода в команду нового тренера Николая Костова перестал выходить на поле. В 2009 году появилась информации о переходе в луганскую «Зарю», но в итоге Александр оказался в «Закарпатье».
В 2012 году перешёл в команду Казахстанский Премьер-Лиги «Кайсар» (Кызылорда). Свой первый гол в составе нового клуба забил во втором туре в ворота вице-чемпиона «Жетысу».
В 2013 году перешёл в донецкий «Олимпик». С этой командой вышел в украинскую Премьер-лигу. После завершения дебютного сезона в высшем дивизионе клуб не стал продлевать контракт с футболистом.
Затем до декабря 2015 года выступал за азербайджанский «Кяпаз».

## Достижения
- По итогам сезона 2006-2007 вошёл в символическую сборную сезона по версии издания «Спорт-Экспресс в Украине»
- Полуфиналист Кубка Украины (2008)